# Estlotan
Estlotan, finska: Eestiluoto, är en ö i Finland. Den ligger i Finska viken och i kommunen Sibbo i den ekonomiska regionen  Helsingfors i landskapet Nyland, i den södra delen av landet. Ön ligger omkring 16 kilometer öster om Helsingfors.
Öns area är 25,8 hektar och dess största längd är 0,8 kilometer i nord-sydlig riktning. Ön höjer sig omkring 25 meter över havsytan.